# Иваницкий, Александр Платонович
Александр Плато́нович Ивани́цкий (1881, Остер Черниговской губернии (по другим данным — Александровск Екатеринославской губернии) — 5 августа 1947, Москва) — советский архитектор-градостроитель и преподаватель, теоретик градостроительства. Член-корреспондент Академии архитектуры СССР.

## Биография
Родился 28 августа 1881 года. В 1898 году окончил реальное училище в Харькове и в том же году поступил в Институт гражданских инженеров (ИГИ) в Санкт-Петербурге, который окончил в 1904 году с медалью и был оставлен при институте. Преподавал в ИГИ, а также в Лесном институте и на Политехнических курсах. Одновременно в 1905—1910 годах участвовал в работах по переустройству Таврического дворца (под руководством А. К. Бруни), Мариинского дворца (под руководством Л. Н. Бенуа), Государственного банка и других крупных сооружений. В 1910 году совершил поездку по Западной Европе, где изучал планировку, застройку и благоустройство небольших городов и курортов. В 1913 году переехал в Москву. В 1913—1917 годах занимался проектированием и строительством рабочих посёлков Московско-Казанской железной дороги. В 1918—1920 годах — член совета Главторфа по шатурскому строительству. В 1920—1922 годах являлся постоянным консультантом Госплана. В начале 1920-х годов в составе коллектива архитекторов был командирован в Баку, где проектировал небольшие одноэтажные жилые дома, а также разработал проект генеральной планировки города и рабочих посёлков Азнефти. В 1928—1932 годах возглавлял комиссию Московского архитектурного общества по градостроительству.
Иваницкий участвовал в разработке единых норм строительного проектирования, являлся организатором первых в СССР кафедр высших учебных заведений по специальности «градостроительство» в Ленинграде и Москве. В 1928—1933 годах возглавлял кафедру градостроительства в Московском институте гражданских инженеров, в 1928—1934 — в Ленинградском институте гражданских инженеров, 1933—1941 годах — в Московском архитектурном институте. В 1938 году В. П. Иваницкому была присуждена учёная степень доктора архитектуры. В 1944 году его избрали членом-корреспондентом Академии архитектуры СССР.
В. П. Иваницкий — автор проектов генеральных планов и схем планировки Архангельска (1923—1924), градостроительного комплекса Баку и посёлков Апшеронского полуострова (1924—1928), Твери (1925—1926), Ржева (1927), Гусь-Хрустального (1927), Ростова-на-Дону (частичная планировка, 1929), курорта Талги (1928—1930), Горького (схема планировки и варианты расселения, 1929—1934) и других городов и посёлков СССР.
Член Союза архитекторов СССР с 1933 года.
Был женат на архитекторе Татьяне Александровне Чижиковой (1902—1980). Жил в Москве по адресу: Спиридоновка, 24. Умер в Москве 5 августа 1947 года. Похоронен на Новодевичьем кладбище (участок 2, ряд 6, место 1).